# Pierre Castéja
Pierre Castéja, né le 1er mars 1799 à Pauillac et mort le 25 novembre 1863 à Bordeaux, est un homme politique français. Il est nommé maire de Bordeaux en 1860.

## Biographie
Pierre Castéja est le fils de Pierre Castéja (1756-1815), maire de Pauillac en 1792. Il étudie le droit à Paris puis regagne Bordeaux comme secrétaire de l'avocat Louis-Marie-Joseph de Saget. Ce dernier le fait rentrer dans la magistrature comme substitut du procureur auprès du parquet de Bordeaux. En 1835, il succède à son beau-père comme notaire. 
Il est propriétaire du Château Duhart-Milon à Pauillac dans le Médoc.
Adjoint au maire depuis 1850, il est nommé maire de Bordeaux par Napoléon III en 1860. Très actif durant ses quatre années de mandat, il perce de nouvelles voies (boulevards extérieurs, dont celui de du Président-Wilson, la rue Vital-Carles), il commence la reconstruction de la flèche Saint-Michel, il dégage l'entrée de la porte Dijeaux en démolissant les deux guichets de part et d'autre de la porte, il rachète le péage du pont de pierre, il aide à l'édification de l'église Saint-Ferdinand, il acquiert l'hôtel Ragueneau, où siégeront des services de l'octroi . 
Son petit-fils Édouard Eymond  (1859-1942) sera député .